# قرار مجلس الأمن التابع للأمم المتحدة رقم 889
قرار مجلس الأمن التابع للأمم المتحدة رقم 889، الذي تم تبنيه بالإجماع في 15 ديسمبر 1993، بعد التذكير بالقرار 186 (1964) والقرارات الأخرى ذات الصلة بشأن قبرص، أحاط المجلس علماً بتقرير الأمين العام بطرس بطرس غالي ومدد ولاية قوة حفظ السلام في قبرص حتى 15 يونيو 1994.
في ظل الظروف الحالية، أشار المجلس إلى أن تعديل هيكل وقوة السلطة غير ممكن في الوقت الحاضر. طُلب من السلطات العسكرية على جانبي المنطقة العازلة ضمان عدم وقوع المزيد من الحوادث على طول الحدود، وحث البلدان على خفض عدد القوات الأجنبية في جمهورية قبرص ومطالبة جمهورية قبرص بخفض الإنفاق الدفاعي للمساعدة في استعادة الثقة في تقدم السلام، على النحو المتوخى في «مجموعة الأفكار».
تم حث السلطات العسكرية في جمهورية قبرص وشمال قبرص على الدخول في مناقشات بشأن حظر الذخيرة الحية أو غيرها من الأسلحة التي يتم حملها باليد على طول خط وقف إطلاق النار، بالإضافة إلى حظر إطلاق الأسلحة على مرأى أو مسمع من المنطقة العازلة التابعة للأمم المتحدة. وحث زعماء الطائفتين على تعزيز المصالحة والتسامح، مع التأكيد على أن الوضع الراهن غير مقبول. ومن شأن مجموعة من تدابير بناء الثقة التي أيدتها تركيا واليونان أن تساعد الوضع. وتحقيقا لهذه الغاية، طُلب من الأمين العام أن يقدم تقريراً إلى المجلس بحلول نهاية شباط / فبراير 1994 عن نتائج تدابير بناء الثقة، يستعرض مستقبل دور الأمم المتحدة في قبرص.

## روابط خارجية
- نص القرار في undocs.org